# 깃허브 코파일럿
깃허브 코파일럿(GitHub Copilot)은 깃허브와 오픈AI가 코드의 자동 완성을 통해 비주얼 스튜디오 코드, 비주얼 스튜디오, Neovim, 젯브레인즈 통합 개발 환경(IDE)의 사용자들을 도울 수 있도록 개발한 클라우드 기반 인공지능 도구이다. 현재 개인 개발자들이 구독을 통해 사용이 가능하며 이 도구는 2021년 6월 29일 깃허브에 의해 처음 발표되었으며 파이썬, 자바스크립트, 타입스크립트, 루비, Go 언어로 코딩하는데 최적이다.

## 역사
2021년 6월 29일 깃허브는 비주얼 스튜디오 코드 개발 환경의 기술 프리뷰를 위한 깃허브 코파일럿을 발표했다. 깃허브 코파일럿은 2021년 10월 29일에 젯브레인즈 마켓플레이스에 플러그인으로 출시되었다. 깃허브는 2021년 10월 27일에 깃허브 코파일럿 네오빔(Neovim) 플러그인을 공개 저장소로 출시했다. 깃허브는 2022년 3월 29일 비주얼 스튜디오 2022 IDE에 대한 코파일럿의 이용이 가능함을 발표했다. 2022년 6월 21일 깃허브는 코파일럿이 "기술 프리뷰"가 종료되었으며 개별 개발자를 위한 구독 기반 서비스로 사용할 수 있다고 발표했다.
깃허브 코파일럿은 2014년 2월에 출시된 마이크로소프트 리서치 프로젝트인 비주얼 스튜디오 2013용 'Bing Code Search' 플러그인의 진화판이다. 이 플러그인은 MSDN 및 스택오버플로를 포함한 다양한 소스와 통합되어 상황에 맞는 고품질 코드 조각을 제공한다. 자연어 쿼리에 대한 응답이다.

## 특징
자연어로 프로그래밍 문제가 제공되면 코파일럿은 솔루션 코드를 생성할 수 있다. 또한 입력 코드를 영어로 설명하고 프로그래밍 언어 간 코드를 번역할 수도 있다.
웹사이트에 따르면 깃허브 코파일럿에는 코드 주석을 실행 가능한 코드로 변환하고, 코드 덩어리, 코드의 반복 섹션, 전체 메서드 및 기능에 대한 자동 완성과 같은 프로그래머를 위한 보조 기능이 포함되어 있다. 깃허브는 코파일럿의 자동 완성 기능이 대략 절반의 시간 동안 정확하다고 보고한다. 예를 들어, 일부 파이썬 함수 헤더 코드를 사용하면 코파일럿은 첫 번째 시도에서 43%, 10번 시도 후 57%에서 함수 본문 코드의 나머지 부분을 올바르게 자동 완성했다.
깃허브에서는 코파일럿의 기능을 통해 사용자가 문서를 읽는 데 소요되는 시간을 줄여 프로그래머가 익숙하지 않은 코딩 프레임워크와 언어를 탐색할 수 있다고 말한다.

## 구현
깃허브 코파일럿은 인간과 유사한 텍스트를 생성하기 위해 딥 러닝을 사용하는 언어 모델인 GPT-3(Generative Pre-trained Transformer 3)의 수정된 프로덕션 버전인 오픈AI 코덱스를 기반으로 한다. 코덱스 모델은 12가지 프로그래밍 언어로 된 기가바이트 규모의 소스 코드에 대해 추가로 훈련되었다.
코파일럿의 오픈AI 코덱스는 엄선된 영어, 공개 깃허브 저장소 및 기타 공개적으로 사용 가능한 소스 코드에 대해 교육을 받았다. 여기에는 5,400만 개의 공개 깃허브 저장소에서 가져온 159GB의 파이썬 코드로 구성된 필터링된 데이터 세트가 포함된다.
오픈 AI의 GPT-3는 깃허브의 모회사인 마이크로소프트에만 라이선스가 부여된다.

## 관련 도서
최근 개발자들의 활용이 증가한 만큼 관련 도서도 출간되고 있다.
1. 요즘 AI 페어 프로그래밍(2024.04)
2. 개발자의 하루를 바꾸는 코파일럿 & 챗GPT(2023.10)

## 같이 보기
- ChatGPT
- 생성형 인공지능